# FedEx

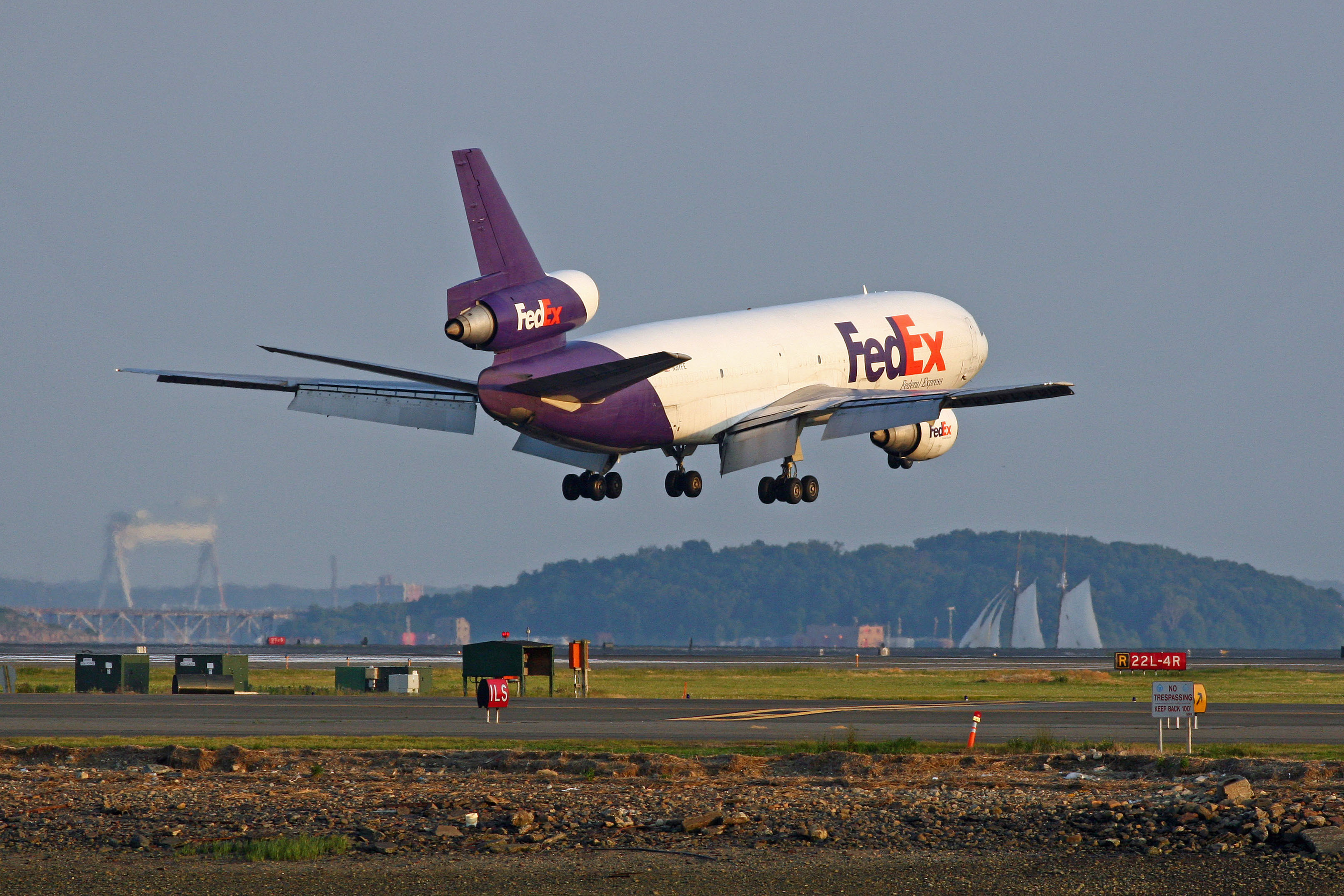
FedEx DC-10, Port lotniczy Boston, Massachusetts, Stany Zjednoczone

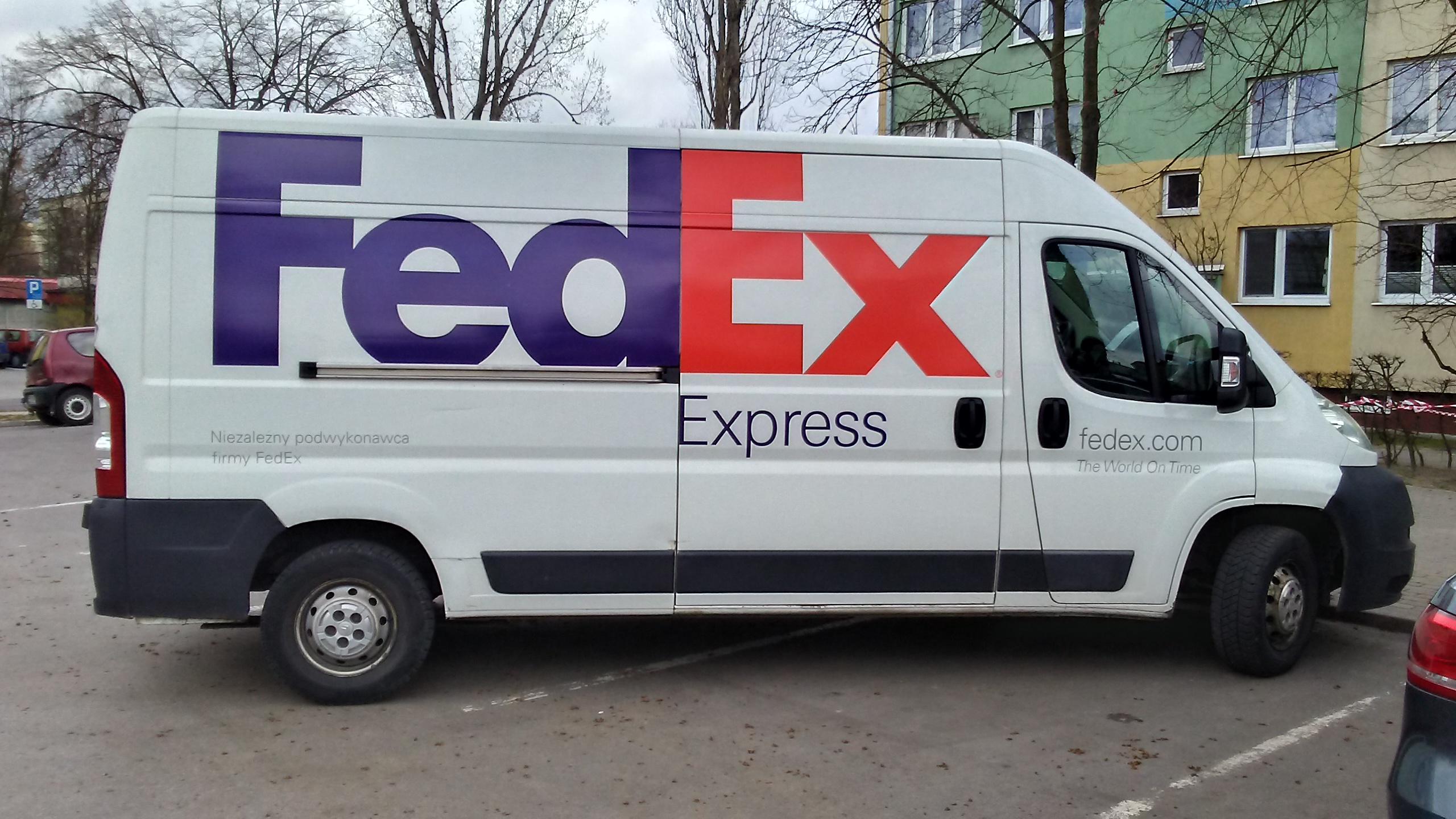
Samochód FedEx, Tomaszów Mazowiecki

FedEx Corporation (skrót od Federal Express) – amerykańskie przedsiębiorstwo pocztowo-kurierskie.

## Historia
Przedsiębiorstwo zostało założone jako Federal Express w 1971 roku przez Fredericka W. Smitha w Little Rock, w stanie Arkansas, jednak w roku 1973 za sprawą konfliktu z władzami lotniska w Little Rock siedziba została przeniesiona do Memphis, w stanie Tennessee. Nazwa przedsiębiorstwa została wybrana w celu łatwiejszego uzyskiwania kontraktów zlecanych przez rząd Stanów Zjednoczonych. Przedsiębiorstwo oficjalnie zaczęło swoją działalność 17 kwietnia 1973 r. Początkowo posiadało 14 samolotów odrzutowych Dassault Falcon 20 i realizowało połączenia między 25 miastami w USA. FedEx był pierwszym przedsiębiorstwem transportowym używającym odrzutowców.
W kwietniu 2012 roku FedEx kupił polską firmę kurierską Opek Sp. z o.o.
Głównymi rywalami na rynku usług kurierskich dla FedEx są: DHL, United Parcel Service i United States Postal Service.

## Jednostki operacyjne przedsiębiorstwa
- FedEx Ground oferuje naziemną dostawę małych paczek pod każdy adres firmowy w Stanach Zjednoczonych, Kanadzie i Portoryko (ta ostatnia lokalizacja została zawieszona w 2009 roku).
- FedEx Freight oferuje usługi przewozowe transportów mniejszych niż ładunek ciężarówki do Kanady, Meksyku, Ameryki Środkowej i Południowej oraz na Karaiby.
- FedEx Custom Critical oferuje naziemny i powietrzny transport „od drzwi do drzwi” w określonym czasie do Stanów Zjednoczonych, Kanady i Europy.
- FedEx Trade Networks oferuje globalną elektroniczną odprawę celną w Stanach Zjednoczonych i Kanadzie; zapewnia również usługi spedycyjne łączące Stany Zjednoczone i Kanadę z Azją, Europą, Ameryką Łacińską i innymi regionami międzynarodowymi.
- FedEx Supply Chain Services wykorzystuje globalne sieci transportowe i informacyjne FedEx i jej przedsiębiorstwa-córki oferując międzynarodowe rozwiązania do zarządzania łańcuchem dostaw dla klientów w Ameryce Północnej, Południowej, Europie i Azji.

## Flota powietrzna przedsiębiorstwa
(Stan na 31 sierpnia 2017)
- 68 samolotów Airbus A300
- 10 samolotów Airbus A310
- 2 samoloty Boeing 747
- 119 samolotów Boeing 757
- 48 samolotów Boeing 767 (otwarte zamówienia na kolejne 13)
- 30 samolotów Boeing 777 (otwarte zamówienia na kolejne 16)
- 239 samolotów Cessna 208B
- 39 samolotów McDonnell Douglas DC-10
- 57 samolotów McDonnell Douglas MD-11
- 26 samolotów ATR 42
- 21 samolotów ATR 72

Pierwotnie FedEx zamówił również 10 Airbusów A380, jednak w związku z opóźnieniami w dostawach samolotu firma anulowała kontrakt z Airbusem i w listopadzie 2006 roku złożyła zamówienie na 15 sztuk samolotu Boeing 777 Freighter.